# Джордж Клуні
Джордж Клу́ні (англ. George Timothy Clooney, повне ім'я — Джордж Ті́моті Клу́ні ; нар. 6 травня 1961, Лексингтон, Кентуккі, США) — американський актор, режисер, продюсер та сценарист. Двічі лауреат премії «Оскар» за роль у трилері «Сиріана» (2005) та продюсування трилеру «Арго» (2012).

## Дитинство і юність
Народився в Мейсвіллі, за 106 км від Лексингтону, штат Кентуккі. Його мати, Ніна Брюс, була колишньою королевою краси; його батько, Нік, журналіст, телеведучий на каналі American Movie Classics, і пристрасний політик з Кентуккі. Клуні виріс в ірландській католицькій родині. У нього є старша сестра Аделі, а серед його двоюрідних братів і сестер актори Мігель і Рафаель Феррер, сини його тітки, співачки Розмарі Клуні і актора Хосе Феррера. Він також є родичем іншої співачки, Деббі Бун, дружини ще одного сина Розмарі та Хосе, Гебріела Феррера. З раннього віку Клуні проводив час на зйомках свого батька, часто беручи участь у шоу, де він був улюбленцем публіки.
Вперше пішов до школи Blessed Sacrament у Форт Мітчелі, Кентуккі. Частину його дитинства пройшла в Огайо, він відвідував школу St. Michael's у місті Колумбус, школу St. Susanna в Мейсоні, Огайо. У середній школі Клуні вразила генетична хвороба, яку він успадкував від батька. Близько року у нього була паралізована половина обличчя. Його ліве око було закрите, він не міг нормально їсти і пити, і в зв'язку з цим заробив прізвисько «Франкенштейн». «Це був найгірший час у моєму житті», Клуні розповів журналу The Mirror у 2003 році. «Ви ж знаєте, якими жорстокими можуть бути діти. Мене висміювали і дражнили, але це випробування зробило мене сильнішим.»
Пізніше його батьки переїхали до міста Аугуста, Кентуккі, де Клуні відвідував Augusta High School. Він стверджував, що в школі отримував тільки «4» і «5», і захоплювався грою у бейсбол і баскетбол. Він думав про юридичну кар'єру, але пізніше відмовився від цього. Він пробував грати в професійний бейсбол у складі команди Цинциннаті Редс у 1977 році, але йому не запропонували постійного контракту. Він не пройшов перший тур відбору гравців. Клуні відвідував Кентуккський північний університет з 1979 по 1981 рік, і, зовсім недовго, університет у Цинциннаті, але не закінчив жодного.

## Кар'єра
Свою першу серйозну роль Клуні отримав 1994 року в серіалі «Швидка допомога». Він також з'явився в серіалі «Факти з життя». У тому числі Клуні грав детектива Боббі в одному з епізодів серіалу «Золоті дівчата». Його першим значним проривом була роль другого плану в ситуаційній комедії «Розанна», де він грав Букера Брукса, владного боса головної героїні, а також роль будівельника у серіалі «Дитяча розмова» і потім роль сексуального детектива в серіалі «Сестри». У 1988 році Клуні також зіграв другорядну роль у фільмі «Повернення помідорів-убивць».
Клуні домігся статусу зірки, коли був обраний на роль доктора Дага Росса в телевізійній драмі NBC «Швидка допомога», де він грав з 1994 по 1999 і повернувся, щоб зіграти роль камео в п'ятнадцятому і останньому сезоні серіалу. Клуні також був партнером Дебори Леоні в її виробничій компанії «Mirador Entertainment».
Джордж Клуні почав зніматися в кіно, все ще граючи у серіалі «Швидка допомога», його перша головна роль у голівудському кіно — «Від заходу до світанку» режисера Роберта Родрігеса. За успіхом першого фільму пішли фільми «Один чудовий день» з Мішель Пфайфер та «Миротворець» з Ніколь Кідман.
Потім Клуні відібрали на роль нового Бетмена у фільмі «Бетмен і Робін», який мав середній касовий успіх, але був названий самим Клуні «марною тратою грошей». У 1998 році він знімався у фільмі «Поза полем зору», протистоячи Дженніфер Лопез. Це була перша з його численних робіт з режисером Стівеном Содербергом. Він також знявся у фільмі «Три королі», коли закінчувалися його останні тижні контракту в серіалі «Швидка допомога».

### Кар'єра в кіно

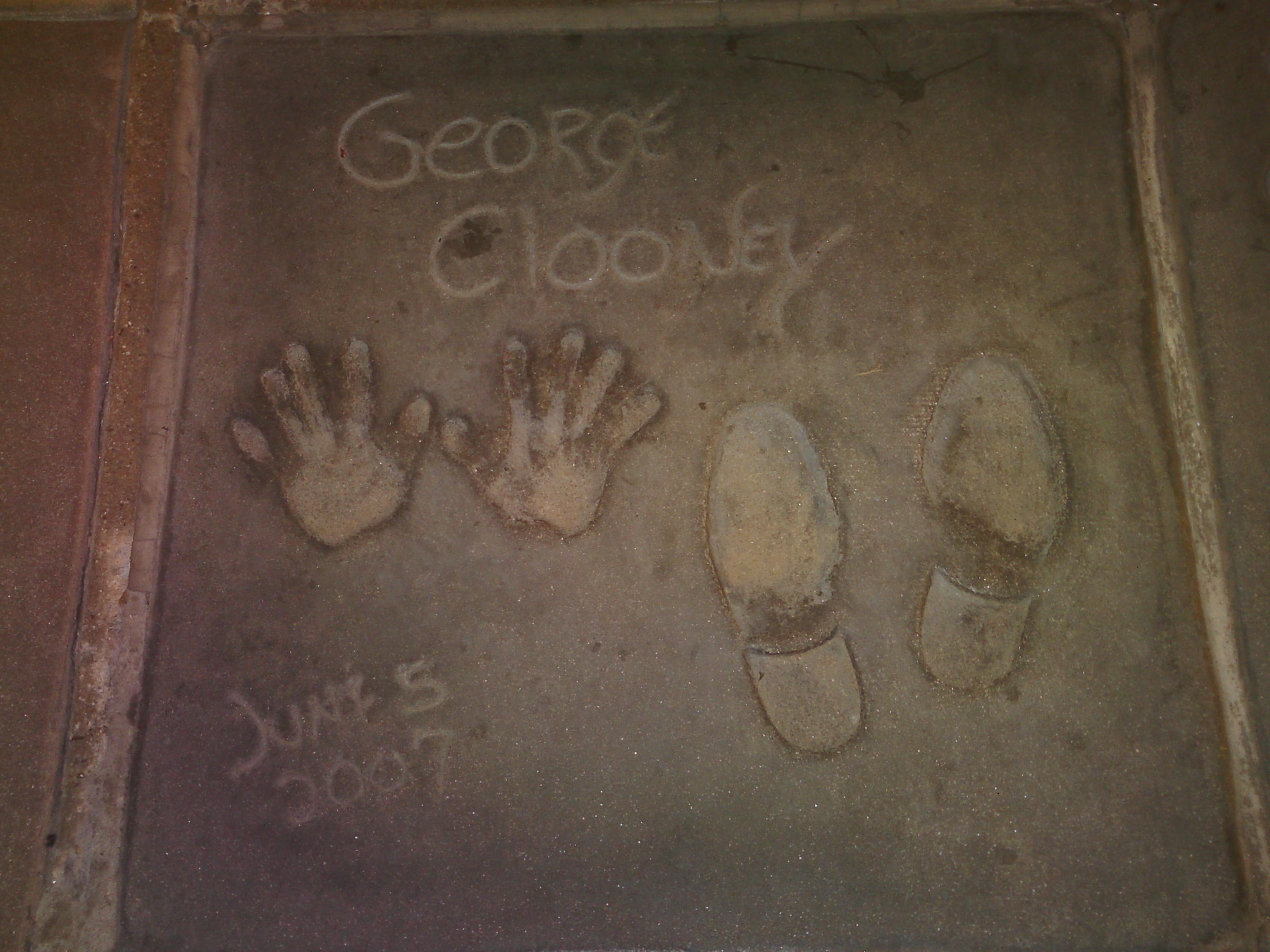
Джордж Клуні залишив сліди своїх ніг і рук біля китайського театру Граумана у 2007 році.

Після відходу зі «Швидкої допомоги» Джордж Клуні був зіркою багатьох голлівудських фільмів, таких як «Ідеальний шторм» і «О, брате, де ти?». У 2001 році він повернувся до співпраці зі Стівеном Содербергом над фільмом «Одинадцять друзів Оушена», ремейком фільму 1960-x з однойменною назвою. Цей фільм дотепер залишається комерційно найуспішнішим у кар'єрі Клуні, він зібрав понад 444 млн. $ у всьому світі. Він також породив два сиквели з Клуні в головній ролі, «Дванадцять друзів Оушена» в 2004 та «Тринадцять друзів Оушена» в 2007. У 2001 році Клуні і Стівен Содерберг заснували кінокомпанію «Section Eight Productions», а в 2002 році зіграв головну роль в екранізації роману «Соляріс», режисером якої був Стівен Содерберг.
Його режисерським дебютом став фільм «Сповідь небезпечної людини», прем'єра якого відбулася в 2002 році. Фільм є адаптацією автобіографії телевізійного ведучого Чака Барріса. І хоча фільм не зібрав великої каси, критики і публіка в один голос хвалили режисерську роботу Клуні.

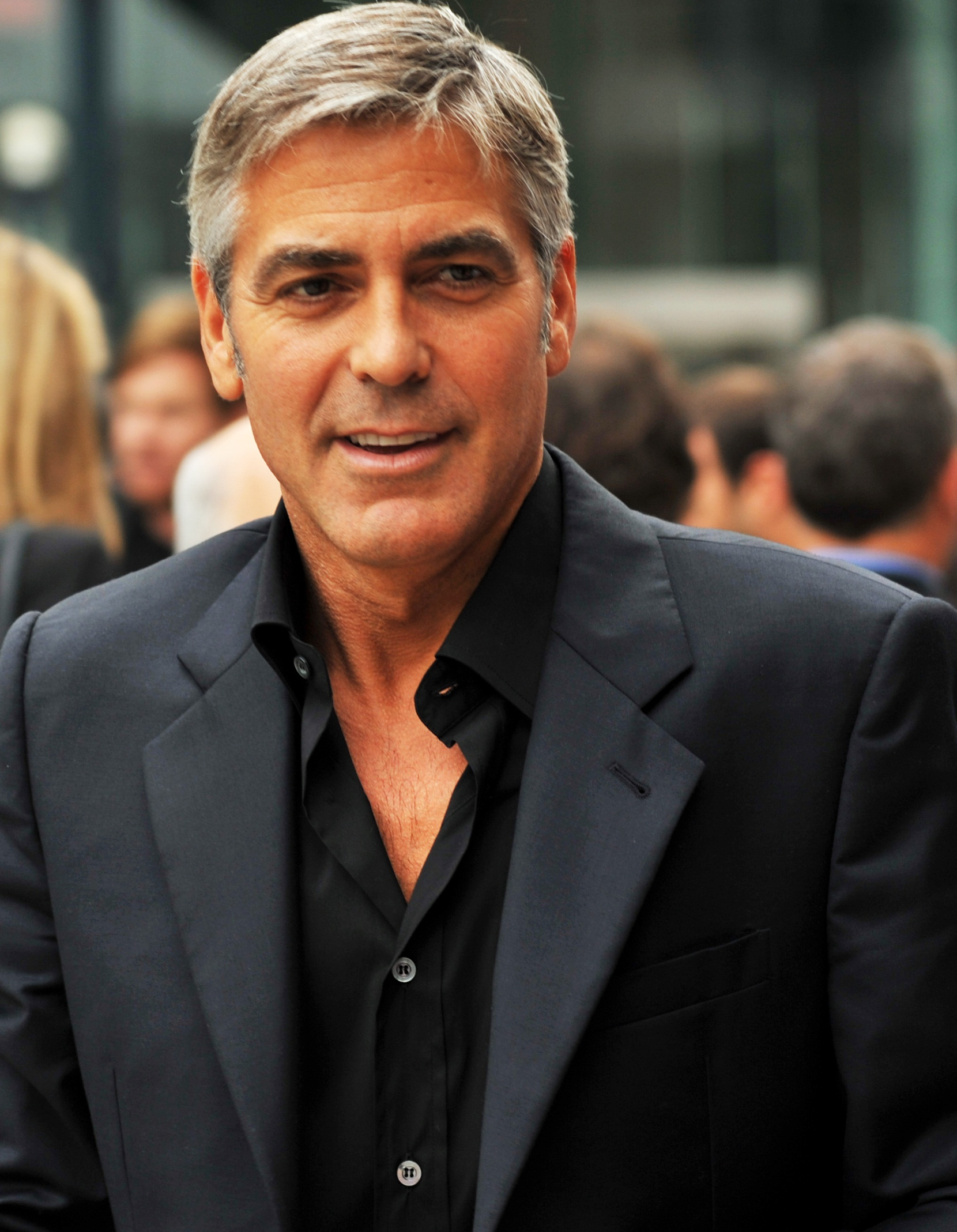
Джордж Клуні на прем'єрі фільму «Бойовий гіпноз проти кіз» на кінофестивалі в Торонто, 2009 рік

У 2005 році Клуні грав головну роль у фільмі «Сиріана», який був частково заснований на біографії колишнього агента ЦРУ Роберта Баєра і його спогадах про роботу агентом на Середньому Сході. У тому ж році він режисував, продюсував, і грав головну роль у «Добраніч, та нехай щастить», фільмі про словесну боротьбу теле-журналіста 1950-х Едварда Муррова з сенатором Джозефом Маккарті. Обидва фільми отримали гучне схвалення критики і пристойний касовий збір. На церемонії вручення «Оскара» в 2006 році Клуні був номінований як «Найкращий режисер» і претендент на премію за «Найкращий оригінальний сценарій» фільму «Добраніч, та нехай щастить», також він був номінований на нагороди в категорії «Найкраща чоловіча роль другого плану» за «Сиріану». Він став першою людиною в історії премії, який був номінований на нагороди «Найкращий режисер» і «Найкраща чоловіча роль другого плану» в один рік. Клуні отримав акторський «Оскар» за фільм «Сиріана».
Клуні з'явився в «Доброму німці», драмі Содерберга. Події фільму розгортаються після Другої світової війни в Німеччині. У 2008 році був номінований як «Найкращий актор» за його роль у фільмі «Майкл Клейтон», але програв Деніелу Дей-Льюїсу.
Після успіху «Добраніч, та нехай щастить», Клуні сказав, що планує присвячувати більше свого часу режисерській роботі. Він сказав, що режисерська індустрія «відмінне місце, щоб старіти». Клуні режисував фільм «Кохання поза правилами», в якому також грав головну роль.
Далі була робота над комедією «Бойовий гіпноз проти кіз», режисером якого є його добрий приятель Грант Геслов. Американська прем'єра відбулася 6 листопада 2009 року. Інший фільм, у якому зіграв Клуні у 2009 році — трагікомедія «Вище неба».
У 2012 році натепер востаннє номінувався на всі основні премії «сезону кінонагород», зокрема «Оскар», за роль вдівця та батька двох дівчат у трагікомедії «Нащадки».
У 2011, 2014 та 2020 роках виконував головні ролі у фільмах, які сам режисував — «Березневі іди», «Мисливці за скарбами» та «Опівнічне небо» відповідно.
У 2024 році зіграв головну роль разом із Бредом Піттом у трилері «Самотні вовки», рік потому — у трагікомедії Ноа Баумбака «Джей Келлі».

## Особисте життя
У 1987—1989 роках зустрічався з акторкою Келлі Престон (яка у вересні 1991 одружилася з Джоном Траволтою). Під час цих стосунків він придбав у подарунок Престон в'єтнамську пузату свиню на ім'я Макс, але коли стосунки закінчилися, Клуні тримав свиню ще 18 років, поки Макс не помер у 2006 році.
У 1989—1993 роках був одружений з акторкою Талією Бальзам.
Також мав стосунки з акторкою Джинджер Лінн Аллен. У 1995 році Клуні зустрічався з Кемерон Діас та Френсіс Фішер. Клуні зустрічався з учасницею французького реаліті-шоу Селін Балітран (1996—1999). У 2000 році він був пов'язаний з Шарліз Терон і Люсі Лью. Після зустрічі з британською моделлю Лізою Сноудон у 2000 році у нього були п'ятирічні стосунки з нею знову. Клуні зустрічався з Рене Зеллвегер (2001), Дженніфер Сібель Ньюсом (2002), Крістою Аллен (2002—2008) та Ліндою Томпсон (2006).
У червні 2007 року він почав зустрічатися з учасницею реаліті-шоу Сарою Ларсон, але пара розлучилася у травні 2008 року. У липні 2009 року Клуні був у стосунках з італійською акторкою Елізабеттою Каналіс, поки вони не розлучилися в червні 2011 року. В липні 2011 року Клуні почав зустрічатися з колишньою співробітницею американського Всесвітнього реслінг-шоу (WWE) Стейсі Кейблер, та вони припинили свої стосунки в липні 2013 року.
Клуні заручився з англо-ліванською адвокаткою з прав людини Амаль Аламуддін 28 квітня 2014 року. 7 серпня 2014 року Клуні та Аламуддін отримали свідоцтва про шлюб у Королівському районі Кенсінгтона та Челсі Сполученого Королівства. Аламуддін і Клуні офіційно одружилися 27 вересня 2014 року в Ка 'Фарсетті. Їх одружив друг Клуні Вальтер Велтроні, колишній мер Риму. 6 червня 2017 року Амаль народила близнюків — дочку Еллу та сина Олександра.
Протягом багатьох років Джордж Клуні виявляв живий інтерес до придбання вілли в селі Ліерна, найсекретнішому, найдавнішому і престижному на озері Комо. Це село має найвинятковіший панорамний вид на все озеро, розташоване на півострові Белладжіо. Незважаючи на безліч спроб і фінансові пропозиції, що перевищують 100 мільйонів євро, Клуні ніколи не зміг завершити покупку. Крім того, актор порівняв Ліерна з Монте-Карло, підкреслюючи його ексклюзивну і привабливу репутацію.

## Джордж Клуні і Україна
9 грудня 2013 року звернувся з посланням до українського народу, в якому висловив підтримку Євромайдану і всім українцям, що борються за утвердження демократичних цінностей в країні:
|  | Це моє послання до вас, хоробрих жителів України, які борються за майбутнє, а не за минуле! Американці схожі з вами у пошуку демократії. Через спроби і помилки ми засвоїли, що справжня демократія не існує без вільних, прозорих і чесних виборів. Не може бути демократії, коли арештовують і перешкоджають мирним демонстрантам. Тож хочу сказати, що коли ви всі на Майдані у Києві і по всій Україні дивитесь на Захід, знайте, що і ми дивимось на вас із величезним захопленням. Ми бажаємо вам миру і безпеки! Ми бажаємо вам уряду, який ви хочете. І ми бажаємо вам сили продовжувати. Щасти вам! Оригінальний текст (англ.) [] Помилка: {{Lang}}: немає тексту (допомога) |

У 2015 році Джордж Клуні і Г'ю Лорі знялися у фільмі Земля майбутнього: світ за межами. У цьому фільмі використано кадри з Євромайдану. Обидва актори підтримали Майдан. У тому ж році внесений у «Білий список друзів України».
У липні 2018 року підтримав петицію Асоціації французьких кінорежисерів на захист ув'язненого у Росії українського режисера Олега Сенцова.
У липні 2023 він закликав світ ліквідувати терористичні організації ПВК Вагнер. У червні 2024 його фонд «Клуні» попросив видати ордера на арешт російських журналістів.

## Фільмографія

### Актор
| Рік       |     | Українська назва                              | Оригінальна назва                  | Роль                                                              |
| --------- | --- | --------------------------------------------- | ---------------------------------- | ----------------------------------------------------------------- |
| 1983      | ф   |                                               | Grizzly II: Revenge                | Рон                                                               |
| 1984—1985 | с   |                                               | E/R                                | Марк «Ейс» Колмар (8 епізодів)                                    |
| 1984      | с   |                                               | Riptide                            | Ленні Колуелл (Епізод: "Where the Girls Are")                     |
| 1985      | с   |                                               | Street Hawk                        | Кевін Старк (Епізод: "A Second Self")                             |
| 1985—1987 | с   |                                               | The Facts of Life                  | Джордж Барнетт (17 епізодів)                                      |
| 1987      | ф   | Повернення до школи жахів                     | Return to Horror High              | Олівер                                                            |
| 1987      | ф   | Найвища боротьба                              | Combat Academy                     | Біфф Вудс                                                         |
| 1987      | с   | Вона написала вбивство                        | Murder, She Wrote                  | Кіп Говард (Епізод: "No Laughing Murder")                         |
| 1987      | с   | Золоті дівчата                                | The Golden Girls                   | детектив Боббі Гопкінс (Епізод: "To Catch A Neighbor")            |
| 1988      | ф   | Повернення помідорів-вбивць!                  | Return of the Killer Tomatoes      | Метт Стівенс                                                      |
| 1988—1991 | с   | Розанна                                       | Roseanne                           | Букер Брукс (11 епізодів)                                         |
| 1989      | ф   | Червоний прибій                               | Red Surf                           | Ремар                                                             |
| 1992      | ф   | Непристойний вік                              | Unbecoming Age                     | Мак                                                               |
| 1993      | ф   | Урожай                                        | The Harvest                        | Ліп Синчінг, трансвестит                                          |
| 1993—1994 | с   | Сестри                                        | Sisters                            | детектив Джеймс Фалконер (19 епізодів)                            |
| 1994—1999 | с   | Швидка допомога                               | ER                                 | доктор Доуг Росс (109 епізодів)                                   |
| 1995      | с   | Друзі                                         | Friends                            | доктор Майкл Мітчелл (Епізод: "The One With Two Parts: Part Two") |
| 1996      | ф   | Від заходу до світанку                        | From Dusk till Dawn                | Сет Геко                                                          |
| 1996      | ф   | Один чудовий день                             | One Fine Day                       | Джек Тейлор                                                       |
| 1996      | ф   | Запечена кров                                 | Curdled                            | Сет Геко                                                          |
| 1997      | док | Буґі щосили                                   | Full Tilt Boogie                   | камео                                                             |
| 1997      | ф   | Миротворець                                   | The Peacemaker                     | Томас Дево                                                        |
| 1997      | ф   | Бетмен і Робін                                | Batman & Robin                     | Брюс Вейн / Бетмен                                                |
| 1997      | мс  | Південний парк                                | South Park                         | Собака Спаркі (Епізод: "Собака гей")                              |
| 1998      | ф   | Тонка червона лінія                           | The Thin Red Line                  | капітан Чарльз Буше                                               |
| 1998      | ф   | Поза полем зору                               | Out of Sight                       | Джек Фолі                                                         |
| 1998      | кф  | В очікуванні Вуді                             | Waiting for Woody                  | камео                                                             |
| 1999      | ф   | Три королі                                    | Three Kings                        | Майор Арчі Гейтс                                                  |
| 1999      | ф   | Книга, яка сама себе написала                 | The Book That Wrote Itself         | камео                                                             |
| 1999      | мф  | Південний парк: Більший, довший і необрізаний | South Park: Bigger, Longer & Uncut | доктор Гуаш                                                       |
| 2000      | ф   | Ідеальний шторм                               | The Perfect Storm                  | Біллі 'Скіп' Тайн                                                 |
| 2000      | тф  | Вибух                                         | Fail Safe                          | Джек Греді                                                        |
| 2000      | ф   | О, де ж ти, брате?                            | O Brother, Where Art Thou?         | Еверетт                                                           |
| 2001      | ф   | Одинадцять друзів Оушена                      | Ocean's Eleven                     | Денні Оушен                                                       |
| 2001      | ф   | Діти шпигунів                                 | Spy Kids                           | Девлін                                                            |
| 2002      | ф   | Сповідь небезпечної людини                    | Confessions of a Dangerous Mind    | Джим Бірд                                                         |
| 2002      | ф   | Соляріс                                       | Solaris                            | Кріс Келвін                                                       |
| 2002      | ф   | Ласкаво просимо до Коллінвуду                 | Welcome to Collinwood              | Джерзі                                                            |
| 2002      | док | Старбак Голґер Майнс                          | Starbuck Holger Meins              |                                                                   |
| 2003      | ф   | Нестерпна жорстокість                         | Intolerable Cruelty                | Майлз Массей                                                      |
| 2003      | ф   | Діти шпигунів-3D: Кінець гри                  | Spy Kids 3-D: Game Over            | Девлін                                                            |
| 2004      | ф   | Дванадцять друзів Оушена                      | Ocean's Twelve                     | Денні Оушен                                                       |
| 2005      | ф   | Добраніч, та нехай щастить                    | Good Night, and Good Luck          | Фред Френдлі                                                      |
| 2005      | ф   | Сиріана                                       | Syriana                            | Боб Барнс                                                         |
| 2006      | ф   | Добрий німець                                 | The Good German                    | Джейк Гейсмар                                                     |
| 2007      | ф   | Майкл Клейтон                                 | Michael Clayton                    | Майкл Клейтон                                                     |
| 2007      | док | Дарфур зараз                                  | Darfur Now                         | камео                                                             |
| 2007      | ф   | Тринадцять друзів Оушена                      | Ocean's Thirteen                   | Денні Оушен                                                       |
| 2008      | ф   | Кохання поза правилами                        | Leatherheads                       | Джиммі «Додж» Коннеллі                                            |
| 2008      | ф   | Прочитати і спалити                           | Burn After Reading                 | Гаррі Пфаррер                                                     |
| 2009      | с   | Швидка допомога                               | ER                                 | доктор Доуг Росс                                                  |
| 2009      | мф  | Незрівнянний містер Фокс                      | Fantastic Mr. Fox                  | Містер Фокс                                                       |
| 2009      | ф   | Бойовий гіпноз проти кіз                      | The Men Who Stare At Goats         | Лін Кесседі                                                       |
| 2009      | ф   | Вище неба                                     | Up in the Air                      | Раян Бінгем                                                       |
| 2010      | ф   | Американець                                   | The American                       | Джек                                                              |
| 2011      | ф   | Нащадки                                       | The Descendants                    | Метт Кінг                                                         |
| 2011      | ф   | Березневі іди                                 | The Ides of March                  | губернатор Майк Морріс                                            |
| 2013      | ф   | Гравітація                                    | Gravity                            | Метт Ковальський                                                  |
| 2014      | ф   | Мисливці за скарбами                          | The Monuments Men                  | Джордж Л. Стаут                                                   |
| 2014      | ф   |                                               | Annie                              | камео                                                             |
| 2015      | ф   | Земля майбутнього: світ за межами             | Tomorrowland                       | Френк Вокер                                                       |
| 2015      | ф   |                                               | A Very Murray Christmas            | камео                                                             |
| 2016      | ф   | Аве, Цезар!                                   | Hail, Caesar!                      | Бейрд Вітлок                                                      |
| 2016      | ф   | Грошова пастка                                | Money Monster                      | Лі Ґейтс                                                          |
| 2019      | с   | Пастка-22                                     | Catch 22                           | Шейскопф                                                          |
| 2020      | ф   | Опівнічне небо                                | The Midnight Sky                   | Августин Лофтхаус                                                 |
| 2022      | ф   | Квиток в рай                                  | Ticket to Paradise                 | Девід                                                             |
| 2023      | ф   | Флеш                                          | The Flash                          | Брюс Вейн / Бетмен                                                |
| 2024      | ф   | Уявні друзі                                   | IF                                 | астронавт                                                         |
| 2024      | ф   | Самотні вовки                                 | Wolves                             | Джек                                                              |
| 2025      | ф   | Джей Келлі                                    | Jay Kelly                          | Джей Келлі                                                        |

### Режисер
| Рік  | Українська назва           | Англійська назва                |
| ---- | -------------------------- | ------------------------------- |
| 2002 | Сповідь небезпечної людини | Confessions of a Dangerous Mind |
| 2005 | Добраніч і хай вам щастить | Good Night, and Good Luck       |
| 2005 | Непідготовлені             | Unscripted                      |
| 2008 | Кохання поза правилами     | Leatherheads                    |
| 2011 | Березневі іди              | The Ides of March               |
| 2014 | Мисливці за скарбами       | The Monuments Men               |
| 2017 | Субурбікон                 | Suburbicon                      |
| 2019 | Пастка-22                  | Catch 22                        |
| 2020 | Опівнічне небо             | The Midnight Sky                |
| 2021 | Ніжний бар                 | The Tender Bar                  |

### Продюсер
| Рік  | Українська назва              | Англійська назва           |
| ---- | ----------------------------- | -------------------------- |
| 1999 | Кілрой                        | Kilroy                     |
| 2000 |                               | Fail Safe                  |
| 2001 | Рок-зірка                     | Rock Star                  |
| 2002 | Безсоння                      | Insomnia                   |
| 2002 | Ласкаво просимо до Коллінвуду | Welcome to Collinwood      |
| 2002 | Далеко від раю                | Far from Heaven            |
| 2003 | Вулиця                        | K Street                   |
| 2004 | Злочинці                      | Criminal                   |
| 2005 | Піджак                        | The Jacket                 |
| 2005 | Непідготовлені                | Unscripted                 |
| 2005 | Велика порожнеча              | The Big Empty              |
| 2005 | Сиріана                       | Syriana                    |
| 2005 | Ходять чутки                  | Rumor Has It…              |
| 2006 | Плутоній-239                  | Pu-239                     |
| 2007 | Майкл Клейтон                 | Michael Clayton            |
| 2007 | Пісок і скорбота              | Sand and Sorrow            |
| 2007 | Холодний вітер                | Wind Chill                 |
| 2008 | Кохання поза правилами        | 'Leatherheads              |
| 2009 | Інформатор                    | The Informant!             |
| 2009 | Спортивний майданчик          | Playground                 |
| 2009 | Бойовий гіпноз проти кіз      | The Men Who Stare at Goats |
| 2010 |                               | Hope for Haiti Now         |
| 2014 | Мисливці за скарбами          | The Monuments Men          |
| 2019 | Пастка-22                     | Catch 22                   |
| 2020 | Опівнічне небо                | The Midnight Sky           |
| 2021 | Ніжний бар                    | The Tender Bar             |
| 2022 | Квиток в рай                  | Ticket to Paradise         |
| 2024 | Агентство                     | The Agency                 |
| 2024 | Самотні вовки                 | Wolves                     |

### Сценарист
| Рік  | Українська назва           | Англійська назва          |
| ---- | -------------------------- | ------------------------- |
| 1999 | Кілрой                     | Kilroy                    |
| 2005 | Добраніч, та нехай щастить | Good Night, and Good Luck |
| 2014 | Мисливці за скарбами       | The Monuments Men         |

## Нагороди та номінації

### Премія Оскар
| # | Рік  | Категорія                            | Фільм                      | Підсумок  | Програв                                  |
| - | ---- | ------------------------------------ | -------------------------- | --------- | ---------------------------------------- |
| 1 | 2005 | Найкраща режисерська робота          | Добраніч, та нехай щастить | Номінація | Енг Лі (Горбата гора)                    |
| 2 | 2005 | Найкращий оригінальний сценарій      | Добраніч, та нехай щастить | Номінація | Пол Хаггіс та Роберт Мореско (Зіткнення) |
| 3 | 2005 | Найкраща чоловіча роль другого плану | Сиріана                    | Перемога  | —                                        |
| 4 | 2007 | Найкраща чоловіча роль               | Майкл Клейтон              | Номінація | Деніел Дей-Льюїс (Нафта)                 |
| 5 | 2009 | Найкраща чоловіча роль               | Вище неба                  | Номінація | Джефф Бріджес (Божевільне серце)         |
| 6 | 2011 | Найкраща чоловіча роль               | Нащадки                    | Номінація | Жан Дюжарден (Артист)                    |
| 7 | 2011 | Найкращий адаптований сценарій       | Березневі іди              | Номінація | Александер Пейн (Нащадки)                |
| 8 | 2012 | Найкращий фільм                      | Арго                       | Перемога  | —                                        |

### Премія BAFTA
| # | Рік  | Категорія                            | Фільм                      | Підсумок  | Програв                                  |
| - | ---- | ------------------------------------ | -------------------------- | --------- | ---------------------------------------- |
| 1 | 2005 | Найкраща режисерська робота          | Добраніч, та нехай щастить | Номінація | Енг Лі (Горбата гора)                    |
| 2 | 2005 | Найкращий оригінальний сценарій      | Добраніч, та нехай щастить | Номінація | Пол Хаггіс та Роберт Мореско (Зіткнення) |
| 3 | 2005 | Найкраща чоловіча роль другого плану | Добраніч, та нехай щастить | Номінація | Джейк Джилленголл (Горбата гора)         |
| 4 | 2005 | Найкраща чоловіча роль другого плану | Сиріана                    | Номінація | Джейк Джилленголл (Горбата гора)         |
| 5 | 2007 | Найкраща чоловіча роль               | Майкл Клейтон              | Номінація | Деніел Дей-Льюїс (Нафта)                 |
| 6 | 2009 | Найкраща чоловіча роль               | Вище неба                  | Номінація | Колін Ферт (Одинокий чоловік)            |
| 7 | 2011 | Найкраща чоловіча роль               | Нащадки                    | Номінація | Жан Дюжарден (Артист)                    |
| 8 | 2012 | Найкращий фільм                      | Арго                       | Перемога  | —                                        |

### Премія Еммі
| # | Рік  | Категорія                            | Фільм           | Підсумок  | Програв                          |
| - | ---- | ------------------------------------ | --------------- | --------- | -------------------------------- |
| 1 | 1995 | Найкращий актор драматичного серіалу | Швидка допомога | Номінація | Менді Патінкін (Чиказька надія)  |
| 2 | 1996 | Найкращий актор драматичного серіалу | Швидка допомога | Номінація | Денніс Франц (Поліція Нью-Йорка) |

### Золотий глобус

#### Фільми
| #  | Рік  | Категорія                            | Фільм                      | Підсумок  | Програв                                       |
| -- | ---- | ------------------------------------ | -------------------------- | --------- | --------------------------------------------- |
| 1  | 2001 | Найкращий фільм (комедія або мюзикл) | О, де ж ти, брате?         | Перемога  | —                                             |
| 2  | 2006 | Найкраща режисерська робота          | Добраніч, та нехай щастить | Номінація | Енг Лі (Горбата гора)                         |
| 3  | 2006 | Найкращий сценарій                   | Добраніч, та нехай щастить | Номінація | Ларрі МакМарті та Діана Оссана (Горбата гора) |
| 5  | 2008 | Найкраща чоловіча роль (драма)       | Майкл Клейтон              | Номінація | Деніел Дей-Льюїс (Нафта)                      |
| 6  | 2010 | Найкраща чоловіча роль (драма)       | Вище неба                  | Номінація | Джефф Бріджес (Божевільне серце)              |
| 7  | 2012 | Найкраща чоловіча роль (драма)       | Нащадки                    | Перемога  | —                                             |
| 8  | 2012 | Найкраща режисерська робота          | Березневі іди              | Номінація | Мартін Скорсезе (Хранитель часу)              |
| 9  | 2012 | Найкращий сценарій                   | Березневі іди              | Номінація | Вуді Аллен (Опівночі в Парижі)                |
| 10 | 2013 | Найкращий фільм (драма)              | Арго                       | Перемога  | —                                             |
| 11 | 2015 | Премія імені Сесіля Б. Де Мілля      | —                          | Перемога  | —                                             |

#### Телесеріали
| # | Рік  | Категорія                              | Серіал          | Підсумок  | Програв                          |
| - | ---- | -------------------------------------- | --------------- | --------- | -------------------------------- |
| 1 | 1996 | Найкраща чоловіча роль серіалу (драма) | Швидка допомога | Номінація | Джиммі Смітс (Поліція Нью-Йорка) |
| 2 | 1997 | Найкраща чоловіча роль серіалу (драма) | Швидка допомога | Номінація | Девід Духовни (Цілком таємно)    |
| 3 | 1998 | Найкраща чоловіча роль серіалу (драма) | Швидка допомога | Номінація | Ентоні Едвардс (Швидка допомога) |

### Незалежний дух
| # | Рік  | Категорія                   | Фільм                      | Підсумок  | Програв               |
| - | ---- | --------------------------- | -------------------------- | --------- | --------------------- |
| 1 | 2005 | Найкраща режисерська робота | Добраніч, та нехай щастить | Номінація | Енг Лі (Горбата гора) |